# Aegle rebeli
Aegle rebeli är en fjärilsart som beskrevs av Karl Schawerda 1924. Aegle rebeli ingår i släktet Aegle och familjen nattflyn. Inga underarter finns listade i Catalogue of Life.